# Ross Pearson
Ross Pearson (Sunderland, 26 de septiembre de 1984) es un artista marcial mixto que compitió en la categoría de peso ligero en Ultimate Fighting Championship. Fue el ganador del The Ultimate Fighter 9 de peso ligero y uno de los entrenadores en The Ultimate Fighter: The Smashes.

## Primeros años
Pearson comenzó a entrenar taekwondo a la edad de seis años, antes de añadir judo y boxeo a su repertorio en la escuela de secundaria. Pearson más tarde comenzó a entrenar en artes marciales mixtas a la edad de 17 años y también asistió a Carilion Craft Training en Sunderland, para convertirse en albañil.

## Carrera de artes marciales mixtas

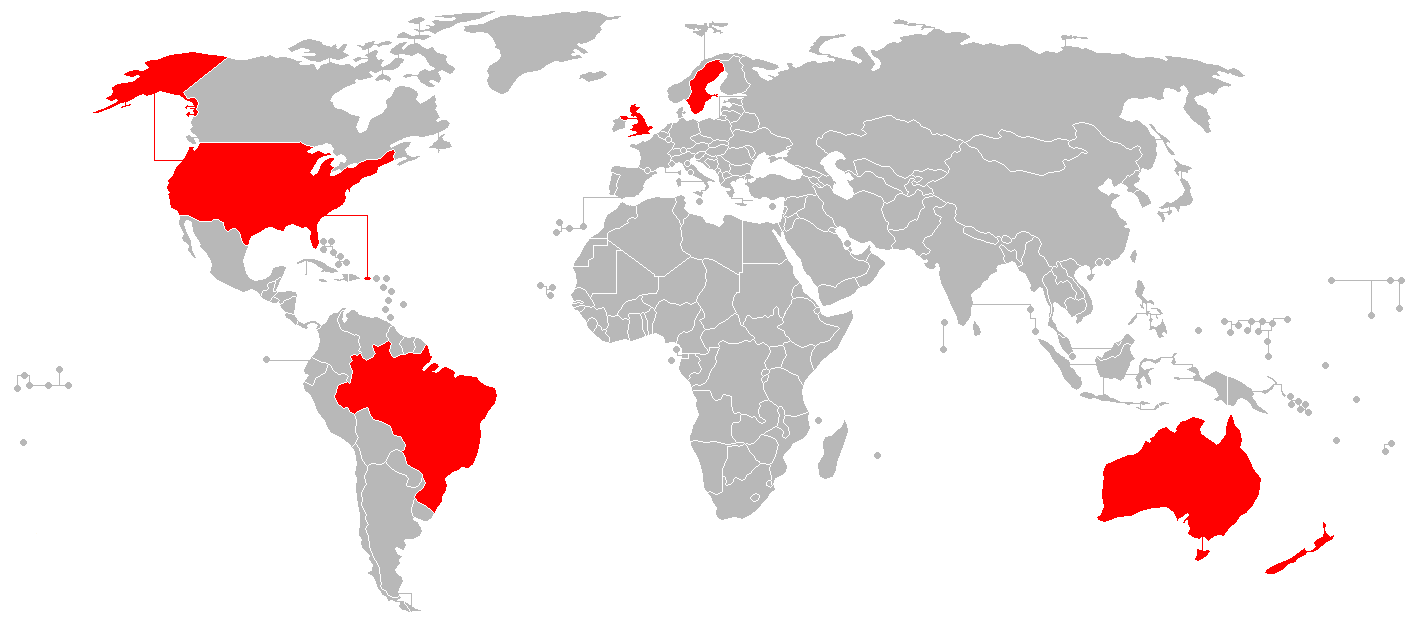
Lugares en los que Ross Pearson ha peleado

### Ultimate Fighting Championship
Pearson se enfrentó a Andre Winner el 20 de junio de 2009 en The Ultimate Fighter 9 Finale. Pearson ganó la pelea por decisión unánime.
Su siguiente pelea fue en UFC 105 contra Aaron Riley el 14 de noviembre de 2009. Pearson controló la pelea y nunca se vio preocupado por Riley y fue capaz de demostrar diversos golpes durante toda la pelea. La pelea se detuvo en la segunda ronda después de un rodillazo volador en la cabeza de Riley.
Pearson derrotó a Dennis Siver por decisión unánime el 31 de marzo de 2010 en UFC Fight Night 21. La pelea recibió el premio a la Pelea de la Noche.
Cole Miller le entregaría su primera derrota en el Octágono a través de un mataleón en la segunda ronda el 15 de septiembre de 2010 en UFC Fight Night 22.
Pearson derrotó a Spencer Fisher el 27 de febrero de 2011 en UFC 127 por decisión unánime.
Edson Barboza derrotó a Pearson por decisión dividida en UFC 134 en un combate que ganó el premio a la Pelea de la Noche.
Pearson bajo a la división de peso pluma y se enfrentó a Junior Assunção el 30 de diciembre de 2011 en UFC 141. Pearson derrotó a Assunção por decisión unánime.
Pearson se enfrentó a Cub Swanson el 22 de junio de 2012 en UFC on FX 4. Pearson perdió la pelea por nocaut técnico en la segunda ronda.
En julio de 2012, Pearson fue confirmado como el entrenador del equipo de Reino Unido para The Ultimate Fighter: The Smashes. Pearson se enfrentó a George Sotiropoulos en una pelea de peso ligero el 15 de diciembre de 2012 en UFC on FX 6. Pearson ganó la pelea por nocaut técnico en la tercera ronda.
Pearson se enfrentó a Ryan Couture el 6 de abril de 2013 en UFC on Fuel TV 9. Pearson ganó la pelea por nocaut técnico en la segunda ronda.
El 26 de octubre de 2013, Pearson se enfrentó a Melvin Guillard en UFC Fight Night 30. La pelea fue declarada sin resultado por un rodillazo ilegal de Guillard.
Pearson se enfrentó a Diego Sánchez el 7 de junio de 2014 en UFC Fight Night 42. Pearson perdió la pelea en una polémica decisión dividida. 14 de 14 medios de comunicación anotaron la pelea a favor de Pearson.
El 16 de agosto de 2014, Pearson se enfrentó a Gray Maynard en UFC Fight Night 47. Pearson ganó la pelea por nocaut técnico en la segunda ronda.
El 8 de noviembre de 2014, Pearson se enfrentó a Al Iaquinta en UFC Fight Night 55. Pearson perdió la pelea por nocaut técnico en la segunda ronda.
Pearson se enfrentó a Sam Stout el 15 de marzo de 2015 en UFC 185. Pearson ganó la pelea por nocaut en la segunda ronda, ganando así el premio a la Actuación de la Noche.
El 18 de julio de 2015, Pearson se enfrentó a Evan Dunham en UFC Fight Night 72. Pearson perdió la pelea por decisión unánime.
El 5 de septiembre de 2015, Pearson se enfrentó a Paul Felder en UFC 191. Pearson ganó la pelea por decisión dividida.
Pearson se enfrentó a Francisco Trinaldo el 17 de enero de 2016 en UFC Fight Night 81. Pearson perdió la pelea por decisión unánime.
Pearson se enfrentó a Chad Laprise el 20 de marzo de 2016 en UFC Fight Night 85. Pearson ganó la pelea por decisión dividida.
Pearson debía enfrentarse a James Krause el 8 de julio de 2016 en The Ultimate Fighter 23 Finale. Sin embargo, Krause fue sacado de la lucha el 13 de junio por razones no reveladas y reemplazado por Will Brooks. Perdió la pelea por decisión unánime.
Pearson fue utilizado como reemplazo de Siyar Bahadurzada para enfrentar a Jorge Masvidal en una pelea de peso wélter el 30 de julio de 2016 en el UFC 201. Perdió la pelea por decisión unánime.
Una revancha contra James Krause se espera que tenga lugar el 19 de noviembre de 2016 en UFC Fight Night: Mousasi vs. Hall 2. Posteriormente el 26 de octubre, Krause se retiró de la pelea citando un tendón de la corva roto. Fue reemplazado por Stevie Ray, quien lo derrotó por decisión dividida.
A pesar de la racha perdedora de tres peleas, Pearson no quería retirarse. Quería que UFC organizara un evento en Newcastle antes de retirarse.
Pearson se enfrentó a Dan Hooker el 11 de junio de 2017 en UFC Fight Night 110. Perdió la pelea por KO en el segundo asalto.
Se espera que Pearson se enfrente a Mizuto Hirota el 11 de febrero de 2018 en UFC 221.

## Campeonatos y logros
- Ultimate Fighting Championship
  - Ganador del The Ultimate Fighter 9 de peso ligero
  - Pelea de la Noche (dos veces)
  - Actuación de la Noche (una vez)

## Récord en artes marciales mixtas
| Resultado     | Récord    | Oponente            | Método                           | Evento                                                    | Fecha                    | Ronda | Tiempo | Localización                  | Notas                                          |
| ------------- | --------- | ------------------- | -------------------------------- | --------------------------------------------------------- | ------------------------ | ----- | ------ | ----------------------------- | ---------------------------------------------- |
| Derrota       | 20–16 (1) | Desmond Green       | TKO (golpes)                     | UFC on ESPN: Barboza vs. Gaethje                          | 30 de marzo de 2019      | 1     | 2:52   | Filadelfia, Pensilvania       |                                                |
| Derrota       | 20–15 (1) | John Makdessi       | Decisión (unánime)               | UFC on Fox: Alvarez vs. Poirier 2                         | 28 de julio de 2018      | 3     | 5:00   | Calgary, Alberta, Canadá      |                                                |
| Victoria      | 20–14 (1) | Mizuto Hirota       | Decisión (unánime)               | UFC 221                                                   | 10 de febrero de 2018    | 3     | 5:00   | Perth, Australia              |                                                |
| Derrota       | 19–14 (1) | Dan Hooker          | KO (rodillazo)                   | UFC Fight Night: Lewis vs. Hunt                           | 11 de junio de 2017      | 2     | 3:02   | Auckland, Nueva Zelanda       |                                                |
| Derrota       | 19–13 (1) | Stevie Ray          | Decisión (dividida)              | UFC Fight Night: Mousasi vs. Hall 2                       | 19 de noviembre de 2016  | 3     | 5:00   | Belfast, Irlanda del Norte    |                                                |
| Derrota       | 19–12 (1) | Jorge Masvidal      | Decisión (unánime)               | UFC 201                                                   | 30 de julio de 2016      | 3     | 5:00   | Atlanta, Georgia              |                                                |
| Derrota       | 19–11 (1) | Will Brooks         | Decisión (unánime)               | The Ultimate Fighter: Team Joanna vs. Team Cláudia Finale | 8 de julio de 2016       | 3     | 5:00   | Las Vegas, Nevada             |                                                |
| Victoria      | 19–10 (1) | Chad Laprise        | Decisión (dividida)              | UFC Fight Night: Hunt vs. Mir                             | 20 de marzo de 2016      | 3     | 5:00   | Brisbane                      |                                                |
| Derrota       | 18–10 (1) | Francisco Trinaldo  | Decisión (unánime)               | UFC Fight Night: Dillashaw vs. Cruz                       | 17 de enero de 2016      | 3     | 5:00   | Boston, Massachusetts         |                                                |
| Victoria      | 18–9 (1)  | Paul Felder         | Decisión (dividida)              | UFC 191                                                   | 5 de septiembre de 2015  | 3     | 5:00   | Las Vegas, Nevada             |                                                |
| Derrota       | 17–9 (1)  | Evan Dunham         | Decisión (unánime)               | UFC Fight Night: Bisping vs. Leites                       | 18 de julio de 2015      | 3     | 5:00   | Glasgow                       |                                                |
| Victoria      | 17–8 (1)  | Sam Stout           | KO (golpes)                      | UFC 185                                                   | 14 de marzo de 2015      | 2     | 1:33   | Dallas, Texas                 | Actuación de la Noche.                         |
| Derrota       | 16–8 (1)  | Al Iaquinta         | TKO (golpes)                     | UFC Fight Night: Rockhold vs. Bisping                     | 8 de noviembre de 2014   | 2     | 1:39   | Sídney                        |                                                |
| Victoria      | 16–7 (1)  | Gray Maynard        | TKO (golpes)                     | UFC Fight Night: Bader vs. St. Preux                      | 16 de agosto de 2014     | 2     | 1:35   | Bangor, Maine                 |                                                |
| Derrota       | 15–7 (1)  | Diego Sánchez       | Decisión (dividida)              | UFC Fight Night: Henderson vs. Khabilov                   | 7 de junio de 2014       | 3     | 5:00   | Albuquerque, Nuevo México     |                                                |
| Sin resultado | 15–6 (1)  | Melvin Guillard     | Sin resultado (rodillazo ilegal) | UFC Fight Night: Machida vs. Muñoz                        | 26 de octubre de 2013    | 1     | 1:57   | Mánchester                    |                                                |
| Victoria      | 15–6      | Ryan Couture        | TKO (golpes)                     | UFC on Fuel TV: Mousasi vs. Latifi                        | 6 de abril de 2013       | 2     | 3:45   | Estocolmo                     |                                                |
| Victoria      | 14–6      | George Sotiropoulos | TKO (golpes)                     | UFC on FX: Sotiropoulos vs. Pearson                       | 15 de diciembre de 2012  | 3     | 0:41   | Gold Coast                    | Retorno al peso ligero.                        |
| Derrota       | 13–6      | Cub Swanson         | TKO (golpes)                     | UFC on FX: Maynard vs. Guida                              | 22 de junio de 2012      | 2     | 4:14   | Atlantic City, Nueva Jersey   |                                                |
| Victoria      | 13–5      | Junior Assunção     | Decisión (unánime)               | UFC 141                                                   | 30 de diciembre de 2011  | 3     | 5:00   | Las Vegas, Nevada             | Debut en peso pluma.                           |
| Derrota       | 12–5      | Edson Barboza       | Decisión (dividida)              | UFC 134                                                   | 27 de agosto de 2011     | 3     | 5:00   | Río de Janeiro                | Pelea de la Noche.                             |
| Victoria      | 12–4      | Spencer Fisher      | Decisión (unánime)               | UFC 127                                                   | 27 de febrero de 2011    | 3     | 5:00   | Sídney                        |                                                |
| Derrota       | 11–4      | Cole Miller         | Sumisión (rear-naked choke)      | UFC Fight Night: Marquardt vs. Palhares                   | 15 de septiembre de 2010 | 2     | 1:49   | Austin, Texas                 |                                                |
| Victoria      | 11–3      | Dennis Siver        | Decisión (unánime)               | UFC Fight Night: Florian vs. Gomi                         | 31 de marzo de 2010      | 3     | 5:00   | Charlotte, Carolina del Norte | Pelea de la Noche.                             |
| Victoria      | 10–3      | Aaron Riley         | TKO (parada médica)              | UFC 105                                                   | 14 de noviembre de 2009  | 2     | 4:38   | Mánchester                    |                                                |
| Victoria      | 9–3       | Andre Winner        | Decisión (unánime)               | The Ultimate Fighter 9 Finale                             | 20 de junio de 2009      | 3     | 5:00   | Las Vegas, Nevada             | Ganó el The Ultimate Fighter 9 de peso ligero. |
| Victoria      | 8–3       | Ian Jones           | Sumisión (rear-naked choke)      | Ultimate Force: Nemesis                                   | 1 de noviembre de 2008   | 1     | 3:33   | Doncaster                     |                                                |
| Derrota       | 7–3       | Abdul Mohamed       | Decisión (unánime)               | Cage Gladiators 9: Beatdown                               | 4 de octubre de 2008     | 3     | 5:00   | Liverpool                     |                                                |
| Victoria      | 7–2       | Cedric Celerier     | Sumisión (golpes)                | MMA Total Combat 24                                       | 31 de mayo de 2008       | 1     | 2:35   | Londres                       |                                                |
| Victoria      | 6–2       | Aidan Marron        | Sumisión (armbar)                | Ultimate Force: Punishment                                | 3 de mayo de 2008        | 3     | 4:34   | Doncaster                     |                                                |
| Victoria      | 5–2       | Sami Berik          | Sumisión (triangle choke)        | Strike and Submit 6                                       | 13 de abril de 2008      | 1     | 0:37   | Gateshead                     |                                                |
| Victoria      | 4–2       | Mark Spencer        | TKO (golpes)                     | MMA Total Combat 23                                       | 23 de febrero de 2008    | 1     | 3:44   | Cornwall                      |                                                |
| Victoria      | 3–2       | Steve Tetley        | Sumisión (armbar)                | CWFC: Enter The Rough House 5                             | 8 de diciembre de 2007   | 1     | 4:46   | Nottingham                    |                                                |
| Victoria      | 2–2       | Gavin Bradley       | KO (golpe)                       | MMA Total Combat 22                                       | 24 de noviembre de 2007  | 1     | 2:05   | Cornwall                      |                                                |
| Derrota       | 1–2       | Curt Warburton      | TKO (parada médica)              | MMA Total Combat 21                                       | 22 de septiembre de 2007 | 1     | 5:00   | Cornwall                      |                                                |
| Victoria      | 1–1       | Will Burke          | Decisión                         | MMA Total Combat 21                                       | 22 de septiembre de 2007 | 3     | 5:00   | Cornwall                      |                                                |
| Derrota       | 0–1       | Chris Hughes        | Sumisión (rear-naked choke)      | HOP 1: Fight Night 1                                      | 12 de diciembre de 2004  | 2     | 2:33   | Swansea                       |                                                |